# Набиева, Мукаддас
Мукадда́с Наби́ева (тадж. Муқаддас Набиева; род. 7 января 1950, колхоз им. Карла Маркса, Пархарский район, Кулябская область — 30 сентября 1979, Такфон, Ленинабадская область) — советская таджикская певица, участница эстрадной группы «Гульшан». Заслуженная артистка Таджикской ССР (1977).

## Биография
Мукаддас Набиева родилась 7 января 1950 года в колхозе им. Карла Маркса на юго-западе Таджикской ССР. После окончания школы-интерната в Душанбе, поступила в Таджикский сельскохозяйственный институт, однако после года обучения покинула его, чтобы поступить в Таджикский институт физической культуры на факультет легкой атлетики. В 1972 году окончила институт и некоторое время работала тренером в спортивной школе родного Пархарского района.
Одновременно с работой тренером участвовала в самодеятельности в составе коллектива пархарского Дома культуры. В 1974 году приняла участие в республиканском конкурсе-фестивале народного творчества «Бустон-1», где исполнила песню «Республикаи ман» («Моя республика»). После этого конкурса была приглашена Орифшо Орифовым в эстрадный ансамбль «Гульшан».
В качестве солистки «Гульшана» достигла широкой известности, чему, в частности, способствовал новый и необычный стиль пения, сочетавший эстрадный и народный вокал. По мнению журналиста В. Илькевича, «у Мукаддас получилось соединить свое сценическое обаяние и талант к исполнению традиционных песен и танцев с эксцентричным поведением вне сцены». Среди особенно популярных песен, исполненных Набиевой, называются «Эй, нури ман» («О, мой свет», Ю. Лядов — Дж. Руми) и «Чакра чакидан гирад» (таджикская народная песня) и др.
Наряду с таджикскими песнями исполняла песни на русском, армянском, турецком и киргизском языках. Вместе с «Гульшаном» активно гастролировала по СССР и другим странам, побывав во Франции (1975), Польше и Эстонии (1977).
В 1979 году погибла в автокатастрофе, возвращаясь в Душанбе с гастролей в Ленинабадской области.

## Семья
Дважды была замужем. Сын — актёр Баходур Набиев. Сестра — актриса Сабохат Касымова (1951), руководитель театра «Ахорун».

## Дискография
- Голос сердца (1990, Мелодия)

## Примечание
1. 1 2  http://life.ansor.info/muqadas_nabieva_ru/
2. 1 2 3 4  70 соли Муқаддас Набиева. Овозхоне, ки сурудаҳои мардумиро бо эстрада омезиш дод // Искандари Фирӯз, Радиои Озодӣ. Дата обращения: 26 октября 2022. Архивировано 26 октября 2022 года.
3. 1 2 3 4  «Искры воспоминаний» о яркой звезде таджикской эстрады — Мукаддас Набиевой // М. Фируз, Азия-Плюс. Дата обращения: 26 октября 2022. Архивировано 26 октября 2022 года.
4. 1 2 3  Душанбэнгеры: женские голоса таджикской поп-музыки 1980-х // В. Илькевич, пер. С. Шпилевского, EastEast. Дата обращения: 26 октября 2022. Архивировано 3 октября 2022 года.
5. ↑  Хасанова М. М. Деятельность музыкальных коллективов Таджикистана в конце 70-х и 80-е годы ХХ столетия // Вестник Педагогического университета, No 6 (95), 2021. Дата обращения: 26 октября 2022. Архивировано 26 октября 2022 года.
6. 1 2  ПРЕРВАННАЯ ПЕСНЯ. Более 40 лет назад в этот день погибла одна из самых ярких звезд таджикской эстрады Мукаддас Набиева // Е. Батенкова, НИАТ Ховар. Дата обращения: 26 октября 2022. Архивировано 26 октября 2022 года.